# تيو ميركل
تيو ميركل (بالألمانية: Theo Merkel)‏ هو متسابق بياثل ألماني، ولد في 16 أبريل 1934 في روهبولدينج في ألمانيا، وتوفي في 25 ديسمبر 2002.

## وصلات خارجية
- ثيو ميركل على موقع IBU (الإنجليزية)
- ثيو ميركل على موقع أوليمبيديا (الإنجليزية)